# Pareulype onoi
Pareulype onoi är en fjärilsart som beskrevs av Inoue 1965. Pareulype onoi ingår i släktet Pareulype och familjen mätare. Inga underarter finns listade i Catalogue of Life.